# Sexuality
Sexuality – drugi wspólny singel grupy Mathplanete i Edyty Górniak, wydany 2 lutego 2006 roku przez nakładem wydawnictwa muzycznego EG Production. Singel zawiera utwór tytułowy, 2 wersje piosenki „Lunatique”, wydanej także na osobnym singlu oraz film którego autorem jest Andrzej Artymowicz będący zapisem sesji fotograficznej Edyty Górniak dla miesięcznika Playboy.

## Spis utworów
Opracowano na podstawie materiału źródłowego.
1. „Sexuality” – 3:48
2. „Lunatique” – 3:40
3. „Lunatique” (Mathplanete Sigma Club Mix) – 7:18
4. „Playboy's Photo Session Backstage” – Realizacja filmu Andrzej Artymowicz